# Musine Kokalari
Musine Kokalari (Adana, 10 de febrero de 1917 - 14 de agosto de 1983) fue una escritora  albanesa, política disidente y una de las primeras feministas de este país. En su literatura describió la vida de las mujeres de su época en Albania y denunció su sometimiento. Fue fundadora del Partido Socialdemócrata de Albania en 1943. Kokalari está considera como la primera escritora de Albania. Después de su participación en la política durante la Segunda Guerra Mundial, fue perseguida por el régimen comunista en Albania y no se le permitió volver a escribir. Murió en la pobreza y en completo aislamiento. A pesar de que tras la época comunista algunos escritores se rehabilitaron y se recuperaron para los libros de historia, la historia de Musine Kokalari y de Selfixhe Ciu continúa prácticamente en el olvido. 

## Biografía
Musine Kokalari nació el 10 de febrero de 1917 en Adana, en el sur de Turquía en el seno de una familia patriótica y políticamente activa originaria de Gjirokastrian. Regresó a Albania con su familia en 1920. Comenzó a adquirir gusto por los libros y el aprendizaje con su hermano Vesim que trabajaba en una librería en Tirana a mediados de la década de 1930. En enero de 1938, se trasladó a Roma donde estudió literatura en la Universidad La Sapienza, doctorándose en 1941 con una tesis sobre Naim Frashëri. Regresó a Albania y en los siguientes tres años publicó tres colecciones de cuentos: Siç me thotë nënua plakë (“Como me dice mi vieja madre”) en 1941.
Se cree que esta colección histórica, fuertemente inspirada en el folklore Tosk y en las luchas cotidianas de las mujeres de Gjirokastër, es la primera obra de literatura escrita y publicada por una mujer en Albania. Escrita en su dialecto local e inspirada en el folclore y la historia de Gjirokastra, la importancia de la escritura de Kokalari es doble: sus historias se encuentran entre las pocas representaciones que tenemos de la vida de las mujeres de esa época y también sirven como una primera representación del patrimonio etnográfico del sureste de Albania. Kokalari dijo de su primer libro que era "el espejo de un mundo pasado, el camino de la transición de la infancia con sus melodías y primeros años de matrimonio al mundo de la mujer adulta, cada vez más atada a las pesadas cadenas de la esclavitud al fanatismo patriarcal. " 
Tres años después, a pesar de las vicisitudes de la Segunda Guerra Mundial, Kokalari, que en ese momento tiene veintisiete años, pudo publicar una colección más larga de cuentos y bocetos titulada Cómo se balanceó la vida ( en albanés: Sa u-tunt jeta    ), Tirana, 1944,  348 páginas que la establecieron, muy brevemente, como escritora de fondo. Un tercer volumen de sus cuentos populares se titulaba Alrededor del hogar ( en albanés: Rreth vatrës    ), Tirana, 1944. 
En 1943, declaró a una amiga: "Quiero escribir, escribir, solo escribir literatura y no tener nada que ver con la política".

## Publicaciones
A la edad de veinticuatro años, ya había publicado una colección inicial de 80 páginas de diez cuentos juveniles en prosa en el dialecto nativo de Gjirokastria: como me dice mi madre ( en albanés: Siç me thotë nënua plakë    ), Tirana, 1941. Se cree que esta colección histórica, fuertemente inspirada en el folklore Tosk y en las luchas cotidianas de las mujeres de Gjirokastër, es la primera obra de literatura escrita y publicada por una mujer en Albania. Su valor consiste en el dialecto muy animado de Gjirokastër y las costumbres predominantes de la región. Kokalari llamó al libro "el espejo de un mundo pasado, el camino de la transición de la infancia con sus melodías y primeros años de matrimonio al mundo de la mujer adulta, cada vez más atada a las pesadas cadenas de la esclavitud al fanatismo patriarcal. " 
Tres años después, a pesar de las vicisitudes de la Segunda Guerra Mundial, Kokalari, que en ese momento tiene veintisiete años, pudo publicar una colección más larga de cuentos y bocetos titulada Cómo se balanceó la vida ( en albanés: Sa u-tunt jeta    ), Tirana, 1944,  348 páginas que la establecieron, muy brevemente, como escritora de fondo. Un tercer volumen de sus cuentos populares se titulaba Alrededor del hogar ( en albanés: Rreth vatrës    ), Tirana, 1944. 

## Después de la Segunda Guerra Mundial
Entre 1943 y 1944, Musine Kokalari fue miembro fundador del Partido Socialdemócrata y estableció y dirigió un periódico clandestino, Zëri i Lirisë (La Voz de la Libertad).  Cuando la Segunda Guerra Mundial llegó a su fin, la propia Kokalari abrió una librería y fue invitada a ser miembro de la Liga Albanesa de Escritores y Artistas, creada el 7 de octubre de 1945 bajo la presidencia de Sejfulla Malëshova. 
Dos de sus hermanos, Vesim y Muntaz, fueron ejecutados por el estado por sus actividades políticas en noviembre de 1944. La propia Kokalari fue detenida y arrestada varias veces en 1945 después de expresar abiertamente sus puntos de vista contra el totalitarismo.
Kokalari participó en la Coalición Democrática, un movimiento político que apoyó el aplazamiento de las elecciones y las elecciones multipartidistas. La escritora esperaba que representantes del Reino Unido y los Estados Unidos supervisaran las elecciones. Pero los 37 miembros de la coalición fueron arrestados y considerados traidores de la nación albanesa. Ni los Estados Unidos ni el Reino Unido intervinieron.
Con el final de la Segunda Guerra Mundial y la llegada del régimen comunista lo que había sido un gran período para la literatura albanesa en general llegó a un final doloroso y abrupto. Enver Hoxha y sus ministros internaron, exiliaron o ejecutaron a varias figuras literarias importantes. Kokalari y su amiga desde la infancia Selfixhe Ciu que habían estudiado en el extranjero y cuyas ideas, en consecuencia, se consideraron peligrosas para el régimen estuvieron entre los primeros objetivos.

Fue arrestada el 17 de enero de 1946 en una era de terror concomitante con el arresto de Malëshova, y el 2 de julio de 1946 fue sentenciada a veinte años de prisión por el tribunal militar de Tirana como saboteadora y enemiga del pueblo.  Justo antes de su arresto, Kokalari había enviado una carta a las Fuerzas Aliadas, que todavía estaban basadas en la capital albanesa, Tirana. En su carta, pidió elecciones libres y libertad de expresión. 

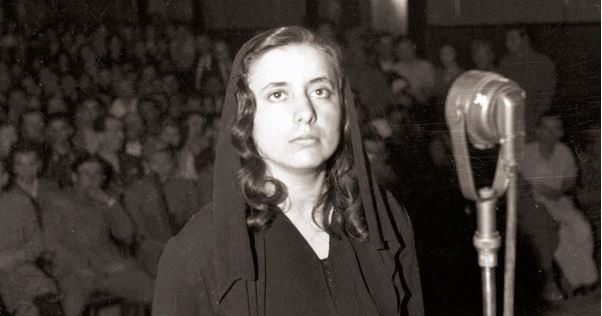
Foto tomada durante su juicio en 1946.

En 1946, Kokalari fue presentada ante el tribunal militar de Tirana. Fue amenazada, intimidada y coaccionada. Las notas de archivo se refieren a que los espectadores en el juicio le arrancaron el pelo. Su juicio fue transmitido en directo a través de altavoces a la multitud del exterior. Su postura estoica se ilustra en una fotografía tomada por la Agencia Telegráfica de Albania. En desafío, llevaba un velo de luto en memoria de sus hermanos ejecutados. Su poderosa imagen apareció en la portada de los periódicos en Albania dos días seguidos.

Este juicio fue el segundo de una serie de seis organizadas por las autoridades de ese período que eliminó efectivamente a los "enemigos del estado". Se denominó el "juicio de disidentes políticos" y envió un mensaje sobre la dirección que el régimen estaba tomando hacia la libertad de expresión. No detuvo a Kokalari quien usó el juicio para defender sus derechos. Los relatos de testigos hablan de su declaración durante el juicio: 
 No necesito ser comunista para amar a mi país. Amo a mi país aunque no soy comunista. Amo su progreso. Te jactas de haber ganado la guerra, y ahora eres el ganador que quieres extinguir a quienes llamas opositores políticos. Pienso diferente a ti pero amo a mi país. ¡Me estás castigando por mis ideales! 
 En 1964, después de 18 años en la Prisión de Burrel en la región del Distrito de Mat, aislada y bajo vigilancia constante, pasó los siguientes 19 años de su vida internada en la ciudad de Rrëshen, en el norte de Albania, donde tuvo que trabajar como barrendera. Nunca se le permitió reanudar su escritura. Murió en 1983 de cáncer de mama. Nadie más que un sepulturero asistió a su funeral.

## Reconocimientos póstumos

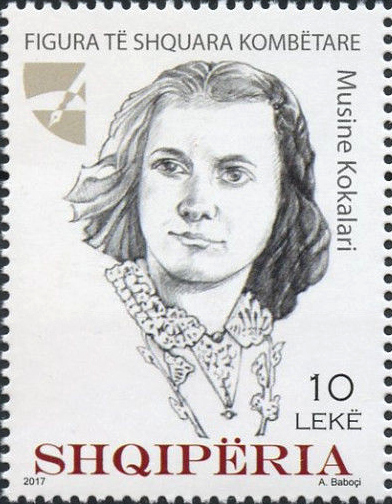
Kokalari en un sello 2017 de Albania

Kokalari fue una de las primeras 30 personas dedicadas a la escritura encarceladas enumeradas en 1960 por el Comité de los Tres (precursor de PEN Internacional ). En 1993, Kokalari fue declarada póstumamente Mártir de la Democracia por el presidente de Albania y en la actualidad hay una escuela en Tirana que lleva su nombre.  
En 2016 se publicó a título póstumo sus memorias en su época de la Universidad:  La mia vita universitaria Memorie di una scrittrice albanese nella Roma fascista (1937-1941)